# Yoshihiro Tajiri
Yoshihiro Tajiri (田尻義博), ou tout simplement Tajiri, (né le 29 décembre 1970 à Tamana) est un catcheur (lutteur professionnel) japonais. Il est principalement connu pour avoir travaillé aux États-Unis à l'Extreme Championship Wrestling (ECW) où il a détenu le championnat du monde télévision ainsi que le championnat du monde par équipe de l'ECW avec Mikey Whipwreck. À la suite de la faillite de l'ECW, il a rejoint la World Wrestling Federation/Entertainment où il a été champion des poids-lourds léger, champion des poids-moyens.

## Carrière

### Débuts (1994-1998)
Tajiri s'entraîne auprès de Kendo Nagasaki et commence sa carrière au Japon à l'International Wrestling Association of Japan (IWA Japan) le 19 septembre 1994,. En 1995, il part en tournée en Amérique où il a affronté Dan Severn pour le championnat du monde poids-lourds de la National Wrestling Alliance le 24 juin mais il a perdu ce match. Il a aussi été au Mexique où il a travaillé au Consejo Mundial de Lucha Libre (CMLL) et son style de catch a été modifié à la suite de son passage, devenant un mélange du strong style japonais et de lucha libre mexicaine,.
De retour au Japon, il rejoint la Big Japan Pro Wrestling (BJW), une fédération de catch hardcore, où il lutte en portant un masque sous le nom d'Aquarius. Il fait un bref passage aux États-Unis début avril où il participe à l'enregistrement de l'émission de la World Wrestling Federation (WWF) RAW du 22 avril 1996 où avec Ken Patterson il perd un match par équipe face aux Godwinns (Henry O. et Phineas I. Godwinn)[réf. nécessaire]. Le 19 juillet, il devient champion des poids lourds-légers du CMLL après sa victoire sur Dr. Wagner Jr. au cours d'un spectacle de la BJW, ce règne prend fin huit jours plus tard dans un match revanche et cesse d'utiliser ce nom de ring,.
En mai 1997, il participe au tournoi Best Of The Super Junior IV organisé par la New Japan Pro Wrestling où il remporte trois matchs dans la phase de groupe face à Scorpio Jr. (en), Shinjirō Ōtani et Robbie Brookside (en). Le 14 juillet, il retourne à la WWF où il perd face à Taka Michinoku. Il fait ensuite équipe avec Ryuji Yamakawa (ja) avec qui il devient champion par équipe de la BJW le 23 juillet et perdent ce titre le 22 décembre face à Jado (en) et Gedo,. Entretemps, il est retourné à la WWF où il a perdu face à Brian Christopher le 13 octobre puis face à Taka Michinoku la semaine suivante,.
Le 2 janvier 1998, il récupère avec Yamakawa le championnat par équipe de la BJW après leur victoire face à Jado et Gedo. Le 3 février, il devient le premier champion du monde poids-lourds junior de la BJW après avoir remporté un tournoi où il a affronté Gedo en finale,. Avec Ryuji Yamakawa, ils perdent le championnat par équipe le 4 mars ; Tajiri perd son titre de champion du monde poids-lourds junior le 19 avril,. À partir du mois d'avril, il part au Mexique où il travaille au CMLL.

### Extreme Championship Wrestling (1998-2001)
En décembre 1998, il rejoint l'Extreme Championship Wrestling (ECW). Il y fait son premier match le 11 décembre 1998 qu'il remporte son match face à Antifaz Del Norte.
Le 10 janvier 1999 à Guilty as Charged, il bat Super Crazy. Il commence alors une rivalité qui le voit perdre six jours plus tard à House Party. Ceci s'est conclu le 21 mars à Living Dangerously par la victoire de Super Crazy dans un match qui a reçu un vive ovation du public présent ce soir là. Le 16 mai, il perd face à Little Guido à Hardcore Heaven. Le 18 juillet à Heat Wave il affronte le champion du monde poids-lourds de l'ECW Taz dans un match pour le titre et perd ce match tout comme celui qui est diffusé à ECW on TNN le 3 septembre,. En fin d'année, il reprend sa rivalité avec Super Crazy et Little Guido et remporte un match à élimination les opposant tous les trois le 7 novembre à November to Remember.
Le 9 janvier 2000 à Guilty as Charged il fait équipe avec Super Crazy avec qui il remporte leur match par équipe face à Little Guido et Jerry Lynn. Mais cette victoire ensemble ne marque pas la fin de la rivalité et donne lieu à deux deathmatchs. Le premier a lieu le 21 janvier où Super Crazy obtient la victoire par tombé après avoir fait passer son adversaire à travers une table. Le second est lui remporté par Tajiri le 13 février. Il participe au tournoi pour désigner le champion du monde télévision de l'ECW où il est éliminé au cours d'Hardcore TV le 12 mars au premier tour par le Sandman. Super Crazy remporte ce tournoi face à Rhino et cela malgré l'intervention de Tajiri au cours de la finale à Living Dangerously. Le 24 mars, Super Crazy défend son titre avec succès face à Tajiri dans un deathmatch après l'avoir fait passer à travers une table. Il remporte finalement le titre le 14 avril dans un Three Way match où il a éliminé ses deux adversaires. Son règne prend fin le 30 avril après sa défaite face à Rhino. Le 12 mai, il a un match revanche où Rhino conserve son titre. Il commence ensuite une rivalité avec Steve Corino avec avoir vaincu ce dernier le 14 mai à Hardcore Heaven. Le 23 juin, les deux hommes s'affrontent à nouveau avec Jerry Lynn comme arbitre et ce dernier aide Corino à prendre sa revanche en refusant de donner la victoire à Tajiri par soumission, Corino l'emportant par tombé juste après. Le 25 août, l'ECW enregistre les émissions où a lieu le tournoi pour désigner les nouveaux champions du monde par équipe où Tajiri fait équipe avec Mikey Whipwreck et ont Sinister Minister comme manager. Ils remportent le tournoi et le titre en éliminant Guido Maritato et Tony Mamaluke puis EZ Money et Julio DiNero et enfin bat Jerry Lynn et Tommy Dreamer ainsi que Johnny Swinger et Simon Diamond dans un match à trois à élimination en finale,. Leur règne ne dure qu'une journée après leur défaite face à Guido Maritato et Tony Mamaluke au cours de l'enregistrement de l'émission du 8 septembre.

### World Wrestling Federation/Entertainment (2001-2005)
Après la faillite de la ECW, Tajiri fut engagé par la World Wrestling Federation. Il a débuté en tant que face avec une gimmick d'assistant au commissaire de la WWF, William Regal. Après que Regal ait tourné heel en joignant The Alliance, Tajiri a eu une rivalité avec lui vers la fin 2001. Au même moment, il a commencé une relation à l'écran avec Torrie Wilson et a battu Chris Kanyon pour le titre U.S de la WWE. Il a perdu la ceinture en septembre contre Rhyno à Unforgiven.
En 2002, la World Wrestling Federation a été renommée World Wrestling Entertainment et le roster s'est divisé en deux divisions, RAW et SmackDown. Tajiri, avec Torrie Wilson, a été repêché à SmackDown!. Il a viré heel en forcant Torrie à s'habiller comme une geisha contre sa volonté. Elle l'a ensuite abandonné et s'est allié avec le rival de Tajiri, Maven.
Jaloux, Tajiri voulait se venger de Torrie en essayant
de draguer Trish Stratus, mais celle-ci l'envoie balader.
Durant les semaines suivantes, il perd contre Maven à
cause de multiples interventions de Torrie.
À Bad Blood 2002, il perd contre Maven, où Torrie Wilson était en jeu. Il ne laisse pas tomber et s'allie avec Tara contre Torrie et Maven.
Il remporte deux Tag Team de suites contre Torrie
et Maven mais à SummerSlam ils perdent contre Torrie et Maven à cause de Tara qui a giflé Tajiri et l'a laissé tomber en plein match.
Tajiri a gagné le championnat poids-léger de la WWE à deux reprises en 2002 et 2003 et a formé un clan pendant peu de temps avec Akio et Sakoda nommé Kyo Dai.
Peu de temps après, il fait un Face Turn et remporte les ceintures par équipe avec Eddie Guerrero en battant la Team Angle dans un Ladder match à Judgement Day 2003. Ils perdront le titre deux semaines plus tard dans un épisode de SmackDown.
Lors du Draft de 2004, Tajiri est envoyé à RAW. Il rivalise avec l'Evolution, Eric Bischoff et Vince McMahon, entre autres.
Le 25 janvier 2004, il participe au Royal Rumble 2004. Il fut éliminé par Rhyno alors qu'il portait sa Tarantula à Mark Henry.
Le 4 février 2005, il gagne les titres par équipe avec William Regal en battant La Résistance Au Japon. Après avoir battu plusieurs fois La Résistance, Tajiri et Regal lancent un défi à « n'importe quelle équipe dans le monde ». La semaine suivante lors de RAW, ils ont défendu avec succès dans un match contre les Heart Throbs qui débutaient. Leur règne s'est terminé le 1er mai 2005, à Backlash, quand ils ont été éliminés d'un tag team turmoil match par La Résistance. À l'occasion du PPV One Night Stand, William Regal se joint à la faction ECW au détriment de Tajiri qui y participera en perdant un Tree-Way Dance contre Super Crazy et Little Guido.
Fin 2005, Tajiri a formé une équipe avec Eugene avant de quitter la WWE en décembre. Son dernier match sera une défaite face à Gregory Helms à Heat.
Tajiri a fait une apparition à One Night Stand 2006 en perdant un match en équipe avec Super Crazy contre les FBI.

### Japon (2007-présent)
Depuis 2007, il travaille pour HUSTLE.
Le 30 juillet 2017, il bat Hikaru Sato et remporte le AJPW World Junior Heavyweight Championship.

### Total Nonstop Action Wrestling (2014)
La Total Nonstop Action Wrestling annonce les débuts de Tajiri le 6 août 2014 lors d'un NYC Gold Rush Tournament en battant Robbie E. Le 24 septembre à Impact, il perd un fatal-5 Way match impliquant Abyss, Mr. Anderson, MVP et Austin Aries au profit de ce dernier. Lors de Bound for Glory 2014, il gagne avec The Great Muta contre James Storm et The Great Sanada.

### Wrestle-1 (2014-2016)
Le 16 mai 2015, il bat Minoru Tanaka et remporte le EWP Intercontinental Championship. Une semaine plus tard, il perd contre Minoru Tanaka et ne remporte pas le Wrestle-1 Cruiser Division Championship. Le 30 mai, il perd le EWP Intercontinental Championship contre Minoru Tanaka dans un match ou le Wrestle-1 Cruiser Division Championship était également en jeu. Après le match, les Desperado se retournent contre lui et l'expulsent du groupe. Le 31 janvier 2016, lui, Kaz Hayashi et Minoru Tanaka battent Jackets (Jiro Kuroshio, Seiki Yoshioka et Yasufumi Nakanoue) et remportent les vacants UWA World Trios Championship. Le 30 juillet, ils perdent les titres contre Andy Wu, Daiki Inaba et Seiki Yoshioka.

### Retour à la World Wrestling Entertainment (2016-2017)

#### Cruiserweight Division et départ (2016-2017)
Le 13 juin, Tajiri annonce sa participation au WWE Cruiserweight Classic. Le 23 juin, il bat Damian Slater et se qualifie pour le second tour du tournoi. Le 14 juillet, Tajiri se fait éliminer du tournoi par Gran Metalik.
Il fait son retour le 28 décembre à NXT en équipe avec Akira Tozawa en perdant contre #DIY (Johnny Gargano et Tommaso Ciampa) et ils ne remportent pas les NXT Tag Team Championship.
Le 3 janvier à 205 Live, il bat Sean Maluta et s'attaque a The Brian Kendrick. Le 5 janvier 2017 en dark match de NXT, il gagne avec Shinsuke Nakamura contre Samoa Joe et Bobby Roode. En janvier 2017, Tajiri se blesse au genoux et est écarté des rings. Le 7 février à 205 Live, il attaque The Brian Kendrick.
En avril 2017, les fans attende un retour sur le ring, retour qui ne se fera jamais car le 23 avril 2017, Tajiri annonce a ces fans sur Twitter que la WWE a décidé de le libéré de son contrat. A 46 ans, la WWE a considéré qu'il était trop risqué qu'il remonte sur le ring. Ayant été libéré de son contrat plus tôt que prévu, Tajiri mentionne qu'il pouvait être coach a NXT. Ayant aucun regret il déclare qu'il préfère retourner au Japon en tant que catcheur. Il remercie Triple H de lui avoir donné une deuxième chance à la WWE.

### Retour à la All Japan Pro Wrestling (2017-...)

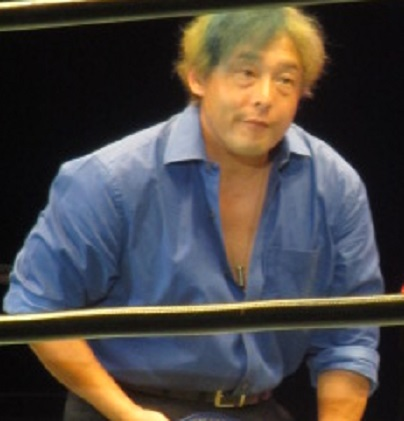
Tajiri en 2017

Le 15 juillet, il bat Jun Akiyama et remporte le Gaora TV Championship.
Le 26 juin, lui, Hokuto Omori et Yusuke Kodama battent Black Menso～re, Carbell Ito et Takao Omori et remportent les AJPW TV Six Man Tag Team Championship,.

## Palmarès
- All Japan Pro Wrestling
  - 1 fois Gaora TV Championship
  - 1 fois AJPW TV Six Man Tag Team Championship avec Hokuto Omori et Yusuke Kodama
  - 2 fois AJPW World Junior Heavyweight Championship
  - Jr. Tag Battle of Glory (2018) avec Koji Iwamoto

- Big Japan Pro Wrestling
  - 1 fois BJW World Junior Heavyweight Championship
  - 2 fois BJW World Tag Team Championship avec Ryuji Yamakawa

- Combat Zone Wrestling
  - 1 fois CZW World Heavyweight Championship

- Consejo Mundial de Lucha Libre
  - 1 fois CMLL World Light Heavyweight Championship[47]

- European Wrestling Association
  - 1 fois EWA Intercontinental Championship (actuel)

- Extreme Championship Wrestling
  - 1 fois ECW World Television Championship[48]
  - 1 fois ECW Tag Team Championship avec Mikey Whipwreck

- Fight Club Finland
  - 2 fois FCF Finnish Heavyweight Championship

- International Wrestling Association
  - 1 fois IWA Hardcore Championship

- World Wrestling Entertainment
  - 1 fois WCW United States Champion
  - 3 fois WWE Cruiserweight Champion
  - 1 fois WWE Light Heavyweight Champion
  - 1 fois WWE Tag Team Champion avec Eddie Guerrero[41]
  - 1 fois World Tag Team Champion avec William Regal

- Wrestle-1
  - 1 fois EWP Intercontinental Championship
  - 1 fois UWA World Trios Championship avec Kaz Hayashi et Minoru Tanaka

- Wrestling New Classic
  - 1 fois WNC Championship

## Récompenses des magazines
- Pro Wrestling Illustrated

| Année | 1997 | 1998 | 1999 | 2000 | 2001 | 2002 | 2003 | 2004 | 2005 | 2006 | 2007       | 2008 | 2009       | 2010 | 2011 | 2012 | 2013 à 2015 | 2016 | 2017       | 2018 | 2019 | 2020 à 2021 | 2022 |
| ----- | ---- | ---- | ---- | ---- | ---- | ---- | ---- | ---- | ---- | ---- | ---------- | ---- | ---------- | ---- | ---- | ---- | ----------- | ---- | ---------- | ---- | ---- | ----------- | ---- |
| Rang  | 281  | 155  | 51   | 23   | 27   | 23   | 62   | 42   | 49   | 117  | Non classé | 362  | Non classé | 167  | 243  | 245  | Non classé  | 248  | Non classé | 332  | 328  | Non classé  | 330  |